# Аеродром Лондон-Стенстед
Аеродром Стенстед (енгл. London Stansted Airport; IATA: STN, ICAO: EGSS) је трећи најпрометнији аеродром у Лондону, после аеродрома Хитроу и Гетвик. Налази се у Есексу, 68 километара североисточно од центра Лондона. 
Са аеродрома Стенстед полећу авиони ка више од 160 дестинација у Европи, Азији и Африци. То је база за већи број нискотарифних компанија, од којих је најзначајнија Рајанер. Године 2022. Стенстед је био 4. најпрометнији аеродром у Уједињеном Краљевству, после Хитроуа, Гетвика и Манчестера.
До касних 1940-их Аеродром Стенстед је коришћен као војни аеродром. После су га користиле чартер авио-компаније, а од 1966. је у власништву државе. Фебруара 2013. аеродром је продат компанији Manchester Airports Group.

## Галерија
- Кафић на аеродром Стенстед
- Железничка станица Стенстед
- Авион Рајанера на писти